# ミックスナッツ EP
『ミックスナッツ EP』は、日本のバンド・Official髭男dismの4作目のEP 。2022年6月22日にポニーキャニオン内のIRORI Recordsからリリースされた。

## 概要
前作『HELLO EP』から約1年10か月ぶりのリリースとなっていて、通常盤（CD Only）、CD+Blu-ray盤、CD+DVD盤の3形態で発売された。
CD+Blu-ray/CD+DVD盤には、2021年6月23日に神奈川・ぴあアリーナMMで開催された自身約1年3か月ぶりの有観客公演『Official髭男dism Road to 「one-man tour 2021-2022」』から計9曲のライブ映像が収録されている。
表題曲「ミックスナッツ」の他、CD初収録となる「Anarchy」、B/Sax楢﨑が作詞作曲を手がけている新曲「Choral A」が収録されている。
収録曲のうち「ミックスナッツ」「Anarchy」の2曲はメジャー3枚目のスタジオ・アルバム『Rejoice』にも収録された。

## 収録内容

### CD
| #         | タイトル           | 作詞・作曲 | 編曲                                  |                                                       | 時間  |
| --------- | ------------------ | ---------- | ------------------------------------- | ----------------------------------------------------- | ----- |
| 1.        | 「ミックスナッツ」 | 藤原聡     | Official髭男dism                      | ホーン・アレンジ: 湯本淳希 ドラム・アレンジ: 横田誓哉 | 3:34  |
| 2.        | 「Anarchy」        | 藤原聡     | Official髭男dism                      |                                                       | 4:29  |
| 3.        | 「Choral A」       | 楢﨑誠     | Official髭男dism & Choral A製作委員会 |                                                       | 3:59  |
| 4.        | 「破顔」           | 藤原聡     | Official髭男dism                      |                                                       | 4:41  |
| 合計時間: | 合計時間:          | 合計時間:  | 合計時間:                             | 合計時間:                                             | 16:43 |

### DVD/Blu-ray
※CD+Blu-ray/CD+DVD盤のみ
- 『Official髭男dism Road to 「one - man tour 2021-2022」- selected from 2021.06.23 ぴあアリーナMM -』

| #  | タイトル         | 作詞 | 作曲・編曲 |
| -- | ---------------- | ---- | ---------- |
| 1. | 「I LOVE...」    |      |            |
| 2. | 「HELLO」        |      |            |
| 3. | 「Pretender」    |      |            |
| 4. | 「Cry Baby」     |      |            |
| 5. | 「旅は道連れ」   |      |            |
| 6. | 「FIRE GROUND」  |      |            |
| 7. | 「Stand By You」 |      |            |
| 8. | 「宿命」         |      |            |
| 9. | 「Universe」     |      |            |

- 特典映像：Behind The Scene from Official髭男dism Road to 「one - man tour 2021-2022」

## 楽曲解説
1. ミックスナッツ
本作の表題曲。
テレビアニメ『SPY×FAMILY』season1第一クールオープニングテーマ[7][8]。
2. Anarchy
映画『コンフィデンスマンJP 英雄編』主題歌[9][10]。
3. Choral A
映画『異動辞令は音楽隊!』主題歌[11][12]。
読みは「コラール・エー」[11]。
警察音楽隊経験のあるB/Sax楢﨑誠が作詞作曲を手がけている。
2022年6月2日、バンドが映画『異動辞令は音楽隊!』主題歌を担当することが発表された[11]。
映画公開後の9月10日にミュージック・ビデオがプレミア公開された[13][14]。とある夫婦を描いたドラマ仕立ての内容となっている。
メンバーの演奏シーンはなく、メンバーの登場は冒頭のシーンで、バーテンダー役として楢﨑誠がカメオ出演していたのみである。
「Billboard Japan Download Songs」には2022年7月4日付で100位以内にチャートインした[2]ものの、「Hot 100」にはランクインしなかった。
4. 破顔
EPの中で唯一公式MVの制作されていない楽曲。
「Choral A」と同じく、7月4日付の「Billboard Japan Download Songs」で100位以内にチャートインしている[2]。

## テレビ披露
| 番組名 | 日付          | 放送局  | 演奏曲         |
| ------ | ------------- | ------- | -------------- |
| SONGS  | 2022年6月23日 | NHK総合 | Universe       |
| SONGS  | 2022年6月23日 | NHK総合 | Anarchy        |
| SONGS  | 2022年6月23日 | NHK総合 | ミックスナッツ |